# Berka/Werra
Berka/Werra es un municipio situado en el distrito de Wartburg, en el estado federado de Turingia (Alemania), a una altitud de 190 metros. Su población a finales de 2016 era de unos 4000 habitantes y su densidad poblacional, 75 hab/km².
Se encuentra ubicado cerca de la ciudad de Eisenach y de la frontera con el estado de Hesse.